# Göktürk-3
Гёктюрк-3 представляет собой спутник наблюдения за Землёй с радиолокатором с синтезированной апертурой (РСА), который будет спроектирован и разработан под руководством Türk Havacılık ve Uzay Sanayii (TUSAŞ) при поддержке Military Electronic Industries (ASELSAN) и Исследовательского института космических технологий (TÜBİTAK UZAY), для Турецкого Министерства национальной обороны.

## Проект
Проекта разработан для того, чтобы обеспечить получение изображений с высоким разрешением из любого места в мире днём и ночью, и в любых погодных условиях, без ограничений для любых водных и воздушных территорий, для удовлетворения потребностей турецкой армии. После того, как был подписан контракт между Türk Havacılık ve Uzay Sanayii и Undersecretariat for Defence Industries (SSM) 8 мая 2013 года, стороны приступили к работам над основными конструкциями спутника и наземных станций. По данным, анонсированным секретариатом Министерства национальной обороны, запуск Гёктюрк-3 планируется к концу 2019 года